# Alvin Tyler
Alvin Tyler (New Orleans, 1925. december 5. – New Orleans, 1998. április 3.) amerikai dzsesszzenész.
Alvin Owen „Red” Tyler amerikai R&B és neo-bop szaxofonos, zeneszerző és hangszerelő volt, akit a New Orleans-i R&B egyik legfontosabb alakjaként tartottak számon.

## Pályakép
Tyler New Orleansban született. Világos bőre miatt „a vörösnek” nevezték. A város indulózenekarait hallgatva nőtt fel.
Miután 1945-ben szolgált az Egyesült Államok hadseregében, szaxofonozni kezdett. A Grunewald School of Musicban tanult. 1949-ben csatlakozott Dave Bartholomew R&B zenekarhoz, melynek tagjai Ernest McLean, Frank Fields és Earl Palmer voltak. Alvin Tyler elsősorban dzsessz- és nem R&B zenésznek tartotta magát. Dzsessz is játszott a klubok jam sessionjein.
Alvin Tyler Fats Domino debütálásakor Cosimo Matassa hangmérnök stúdiójban szaxofonozott, amikor felvették a „The Fat Man”-t. A továbbiakban Little Richard, Lloyd Price, Aaron Neville, Lee Dorsey és számos más előadó mellett játszott, és gyakran segített a dalok feldolgozásakor is. Mac Rebennack szerint „Red” Tyler volt a stúdió igazi vezetője. Leült és rendbetette a dalokat. Összerakta a változtatásokat, megtanította a rá gitárost, a zongoristát...
1955-ben a Johnny Vincent's Ace Recordsnál kezdett dolgozni. Felügyelte Huey „Piano” Smith, Frankie Ford és mások munkáját. Rögzített egy Rockin' and Rollin című albumot is, amely az Alvin 'Red' Tyler and the Gyros nevéhez fűződik egy olyan bandával, amelyben Frank Fields, Allen Toussaint és James Booker is szerepelt.
Tyler ezután Kaliforniába költözött, ahol Sam Cooke-kal, Larry Williams-szel és másokkal készített felvételeket. Az 1960-as évek közepén visszatért New Orleansba.
1961-ben otthagyta az Ace-t, és segített Harold Battiste-nek megalapítani az AFO (All For One) lemezkiadót, amely 1962-ben Barbara George "I Know" című számával kezdett. 1964 végén Little Richard Jimi Hendrixszel felvette a Cross Overt.
Az 1960-as évek közepén saját dzsesszzenekara volt. New Orleans-i klubokban, szállodákban léptek fel olyanokkal, mint például Ellis Marsalis.
Stúdiózenészi évei alatt a bariton szaxofon volt az elsődleges hangszere, aztán játéka fokozatosan inkább a tenorszaxofonra támaszkodott. Az 1980-as évek közepén két albumot vett fel Johnny Adams és Germaine Bazzle énekével. 1994-ben pedig Allen Toussaint, Earl Palmer, Mac Rebennack és más New Orleans-i zenészekkel felvette a The Ultimate Session című albumot.
72 éves korában halt meg New Orleansban. Halála után a New Orleans Jazz Festival koncertet szervezett a tiszteletére, amelyen számos vezető New Orleans-i zenész lépett fel.

## Albumok
- 1960: Rockin' and Rollin'
- 1962: Twistin' with Mr Sax
- 1986: Graciously
- 1986: Heritage
- 1998: Simply Red

### Kislemezek
1959: Sneaky Eyes / Walk On
1959: Happy Sax / Junk Village

## Díjak
- Louisiana Music Hall of Fame(wd)

## Fordítás
Ez a szócikk részben vagy egészben  az   Alvin Tyler című angol Wikipédia-szócikk ezen változatának fordításán alapul.  Az eredeti cikk szerkesztőit annak laptörténete sorolja fel. Ez a jelzés csupán a megfogalmazás eredetét és a szerzői jogokat jelzi, nem szolgál a cikkben szereplő információk forrásmegjelöléseként.